# Анджари
Анджари (итал. Angiari) — город и коммуна в Италии, располагается в провинции Верона области Венеция.
Население составляет 1844 человека, плотность населения составляет 142 чел./км². Занимает площадь 13,47 км². Почтовый индекс — 37050. Телефонный код — 00442.
Покровителем города считается Архангел Михаил. Праздник города ежегодно празднуется 29 сентября.